# Nakły
Nakły [pronunciación en polaco: /ˈnakwɨ/] es un pueblo ubicado en el distrito administrativo de Gmina Olszewo-Borki, dentro del Condado de Ostrołęka, Voivodato de Mazovia, en el este de Polonia central. Se encuentra aproximadamente a 2 kilómetros al oeste de Olszewo-Borki, a 5 kilómetros al oeste de Ostrołęka, y a 101 kilómetros al norte de Varsovia.